# Valle de Juárez
Valle de Juárez là một đô thị thuộc bang Jalisco, México. Năm 2005, dân số của đô thị này là 5218 người.